# Vitor Roque
Vitor Hugo Roque Ferreira, conegut simplement com a Vitor Roque   (Timóteo, 28 de febrer de 2005) o Tigrinho, és un futbolista professional brasiler que juga com a davanter al Palmeiras, i a la selecció del Brasil.

## Carrera de club

### Inicis
Nascut a Timoteo, Minas Gerais, Vitor Roque es va unir al planter de l'América Mineiro als deu anys, i el 2018 va destacar amb les categories inferiors de l'equip. Al març de 2019 va signar un contracte juvenil amb el Cruzeiro, fet que va portar l'Amèrica a demandar el seu nou club davant la Secretaria de Treball de l'Estat; tots dos clubs no van arribar a un acord fins al maig, en què el Cruzeiro es va quedar amb el 65% dels drets econòmics del jugador i l'Amèrica amb el 35% restant.

### Cruzeiro EC
El 25 de maig de 2021, Vitor Roque va signar el seu primer contracte professional amb el Cruzeiro. Va debutar com a professional el 12 d'octubre; després d'entrar com a suplent a la segona part per Bruno José a l'empat a zero a casa de la Sèrie B contra el Botafogo, va jugar 18 minuts abans de ser substituït per Keké. El tècnic Vanderlei Luxemburgo va dir que "no va ser capaç de mantenir el ritme", però també va elogiar el seu debut.
Ja al primer equip per a la temporada 2022, Vitor Roque va marcar el seu primer gol el 20 de febrer d'aquell any, el primer amb el club en un empat a 2 a casa contra el Villa Nova al Campeonato Mineiro. Tres dies després, va marcar un doblet en la golejada a domicili per 5-0 sobre el Sergipe a la Copa do Brasil.

### Athletico Paranaense

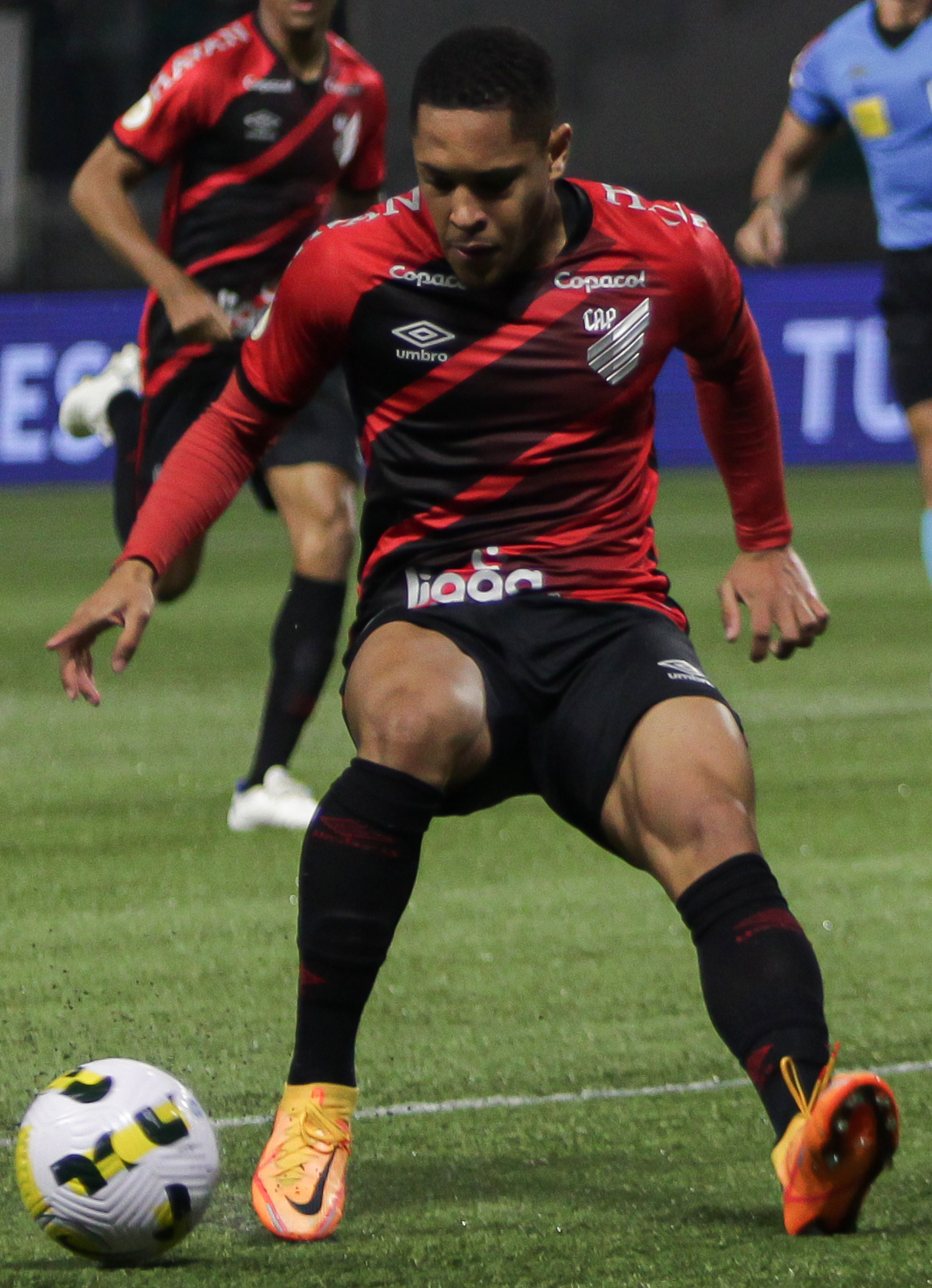
Vitor Roque amb l'Athletico Paranaense el 2022

El 13 d'abril de 2022, Vitor Roque va signar un contracte de cinc anys amb l'Athletic Paranaense, després que el club activés la seva clàusula d'exempció de R$ 24 milions; va ser el traspàs més gran de la història del club.

### FC Barcelona
El 12 de juliol del 2023, el FC Barcelona, va anunciar que havia arribat a un acord per al traspàs de Vitor Roque amb el Paranaense, pactant un contracte fins a la temporada 2030-31 amb una clàusula de rescissió de 500 milions d'euros.
El 4 de gener de 2024, Roque va debutar a la primera divisió amb el FC Barcelona, sent suplent al minut 78 de la remuntada per 2-1 davant UD Las Palmas. El 31 de gener, Roque va marcar amb el cap el seu primer gol amb el FC Barcelona, en un partit de Lliga contra l'Osasuna.

#### Cessió al Betis
El 26 d'agost de 2024, el Barça va anunciar que havia acordat la cessió de Roque per una temporada al Reial Betis amb opció a un any més. El 13 de setembre, va marcar el seu primer gol pel Betis en partit de lliga contra el CD Leganés. El 15 de gener de 2025, va marcar contra el Barça en una derrota per 5-1 als setzens de final de la Copa del Rei. El 28 de febrer, el Reial Betis i el FC Barcelona van acordar acabar la cessió de Roque.

### Palmeiras
El 28 de febrer de 2025, el Palmeiras va completar el fitxatge de Roque per una quota inicial de 25,5 milions d'euros, establint un nou rècord com a la quota de transferència més alta mai pagada al futbol sud-americà.

## Carrera internacional
El 3 de març de 2023, Vitor Roque va ser convocat per primera vegada per a la selecció del Brasil pel seleccionador interí Ramon Menezes per disputar un partit amistós contra el Marroc el 25 de març de 2023. Va ser substituït al minut 65 del partit, que es va saldar amb derrota per 2-1 a l'estadi Ibn Batouta.

## Vida personal
Roque es va casar amb Dayana Lins poc abans de fitxar pel Barcelona. És cristià.

## Estadístiques

### Club
A 31 de gener de 2024
| Club                 | Temporada     | Lliga         | Lliga | Lliga | Campionat estatal | Campionat estatal | Copa nacional | Copa nacional | Continental | Continental | Altres | Altres | Total | Total |
| Club                 | Temporada     | Divisió       | Part. | Gols  | Part.             | Gols              | Part.         | Gols          | Part.       | Gols        | Part.  | Gols   | Part. | Gols  |
| -------------------- | ------------- | ------------- | ----- | ----- | ----------------- | ----------------- | ------------- | ------------- | ----------- | ----------- | ------ | ------ | ----- | ----- |
| Cruzeiro EC          | 2021          | Série B       | 5     | 0     | —                 | —                 | —             | —             | —           | —           | —      | —      | 5     | 0     |
| Cruzeiro EC          | 2022          | Série B       | 1     | 0     | 8                 | 3                 | 2             | 3             | —           | —           | —      | —      | 11    | 6     |
| Cruzeiro EC          | Total         | Total         | 6     | 0     | 8                 | 3                 | 2             | 3             | —           | —           | —      | —      | 16    | 6     |
| Athletico Paranaense | 2022          | Série A       | 29    | 5     | —                 | —                 | —             | —             | 7           | 2           | —      | —      | 36    | 7     |
| Athletico Paranaense | 2023          | Série A       | 25    | 12    | 6                 | 4                 | 6             | 1             | 8           | 4           | —      | —      | 45    | 21    |
| Athletico Paranaense | Total         | Total         | 54    | 17    | 6                 | 4                 | 6             | 1             | 15          | 6           | —      | —      | 81    | 28    |
| FC Barcelona         | 2023-24       | La Lliga      | 5     | 2     | —                 | —                 | 2             | 0             | 0           | 0           | 0      | 0      | 7     | 2     |
| Total carrera        | Total carrera | Total carrera | 65    | 19    | 14                | 7                 | 10            | 4             | 15          | 6           | 0      | 0      | 104   | 36    |

## Palmarès
Athletico Paranaense
- Campeonato Paranaense: 2023

Individual
- Millor equip de la Copa Libertadores: 2022[29]

Brasil sub-20
- Campionat sud-americà sub-20: 2023